# Skarðsfjörður
Skarðsfjörður (in lingua islandese: Fiordo del passo) è una baia situata nel settore orientale dell'Islanda. 

## Descrizione
Skarðsfjörður è una baia situata nella regione dell'Austurland, nei fiordi orientali. È posizionata sulla costa meridionale. 
La baia è situata a est della città di Höfn con lo sbocco al mare chiuso dal cordone litorale di Austurfjörur,  e a ovest del promontorio di Stokksnes. La baia è larga circa 10 chilometri e penetra per 5 chilometri nel paese.
Nella parte occidentale della baia ci sono alcune piccole isole.

## Denominazione
La denominazione dello Skarðsfjörður (fiordo del passo) deriva dal passo montano di Almannaskarð, che era in origine il tratto più ripido attraverso cui passava la Hringvegur, la grande strada statale ad anello che contorna l'intera Islanda, prima della costruzione della galleria Almannaskarðsgöng che permette di evitare il valico. 

## Vie di comunicazione
La Hringvegur, la grande strada statale ad anello che contorna l'intera Islanda, passa nell'entroterra e collega lo Skarðsfjörður con il Papafjörður  passando attraverso la galleria Almannaskarðsgöng.